# Alain Terrenoire
Pour les articles homonymes, voir Terrenoire (homonymie).
Alain Terrenoire, né le 14 juin 1941 dans le 6e arrondissement de Lyon (Rhône), est un juriste et homme politique français.

## Biographie
Alain Terrenoire est le fils de Louis Terrenoire (1908-1992), gaulliste de gauche, ancien ministre du général de Gaulle, et d'Élisabeth Gay (1912-1992), historienne. Il est le petit-fils de Francisque Gay (1885-1963), journaliste et ancien vice-président du Gouvernement provisoire de la République française (GPRF).
Alain Terrenoire est docteur en droit et diplômé d'études approfondies de sciences politiques.
En 1961, il fonde l'Union des Jeunes Démocrates Européens (UJDE), le mouvement jeune du Comité français de l'Union paneuropéenne. En 1966, il est nommé secrétaire général adjoint du groupe gaulliste au Parlement européen.
Le 12 mars 1967, Alain Terrenoire est élu député UDR de la 5e circonscription de la Loire. Il est, à 25 ans, le plus jeune député de l'Assemblée nationale. Il le restera jusqu'en 1978. Pendant son mandat, il est membre de la commission des lois puis des Affaires étrangères, Alain Terrenoire est, en 1972, l'auteur et le rapporteur de la proposition de loi sur le racisme qu'il fait adopter à l'unanimité par les députés. Il est aussi, par la suite, le rapporteur de la loi sur l'abaissement de la majorité électorale et civile, à 18 ans.
De 1970 à 1973, il est conseiller général du canton de Roanne, ce qui en fait le benjamin du Conseil général de la Loire. De 1973 à 1976, il est conseiller général du canton de Roanne-Sud.
De 1974 à 1978, il est membre de la délégation française à l'Assemblée générale de l'ONU, durant cette même période il est député au Parlement européen.
Alain Terrenoire fut membre du cabinet du ministre de la Défense Yvon Bourges dans les années 1970.
En 1981, Alain Terrenoire entre au groupe ELF Aquitaine, au sein duquel il est successivement directeur-adjoint pour la zone Orient-Maghreb-Amérique latine puis directeur des organisations internationales et ensuite directeur général d'ELF Aquitaine South Africa.
En mars 1998, il est élu conseiller régional de la région Basse-Normandie, la même année, il devient membre de section du Conseil économique et social (rapporteur de l'étude sur les Balkans occidentaux et l'Union européenne). Il est aussi président de l'Union des anciens députés gaullistes. De 2003 à 2013, il fut président de l'Union paneuropéenne de France.
Alain Terrenoire est élu, en décembre 2004, président de l'Union paneuropéenne internationale, fondée en 1923 par Richard Coudenhove-Kalergi, sur la proposition et à sa succession par Otto de Habsbourg-Lorraine. Il a été réélu dans cette fonction en décembre 2009.
De nouveau membre du Conseil économique, social et environnemental depuis mars 2012 comme personnalité associée, il en a été le rapporteur en janvier 2013 de l'étude sur « La coopération franco-allemande au cœur du projet européen ».
Le 17 juin 2023, Alain Terrenoire, au titre de président de l'Union paneuropéenne internationale, a reçu le prix Point Alpha 2023, en mémoire de la réunification pacifique de l'Allemagne et pour les services rendus à l'unité allemande et européenne, au nom de la paix et de la liberté,,,,.
Alain Terrenoire est avocat honoraire.

## Vie privée
Il a épousé le 28 octobre 1964 Édith Grabsch. De ce mariage sont nés trois enfants : Laurent, Jean et Sophie.

## Mandats et fonctions

### Mandats parlementaires
- 12 mars 1967 - 30 mai 1968 : Député de la 5e circonscription de la Loire
- 30 juin 1968 - 1er avril 1973 : Député de la 5e circonscription de la Loire
- 11 mars 1973 - 2 avril 1978 : Député de la 5e circonscription de la Loire
- 1974 - 1978 : Député au Parlement européen

### Mandats locaux
- 1970 - 1973 : Conseiller général du canton de Roanne
- 1973 - 1976 : Conseiller général du canton de Roanne-Sud
- 1998 - 2004 : Conseiller régional de la région Basse-Normandie

### Autres mandats
- 1974 - 1978 : Membre de la délégation française à l'Assemblée générale de l'ONU
- Depuis mars 2012 : Membre du Conseil économique, social et environnemental

### Autres fonctions
- 2003 - 2013 : Président de l'Union paneuropéenne de France
- Depuis 2004 : Président de l'Union paneuropéenne internationale
- Président de l'Union des anciens députés gaullistes

## Décorations

### Décorations françaises
- Officier de la Légion d'honneur[8]
- Officier de l'ordre national du Mérite[9]

## Ouvrages
- Coécrit avec Alain Raoux, L'Europe et Maastricht, le pour et le contre), Le Cherche midi, Paris, 1992.
- Le Parlement européen cet inconnu, Le Cherche midi, Paris, 1994 (ISBN 978-2-86274-313-4).
- Coécrit avec Jean-Paul Picaper, Europe, Le Pour, Le Contre, France-Empire, Paris, 2014.